# Personidae
Pour les articles homonymes, voir Personidae (homonymie).
Famille
Les Personidae sont une famille de mollusques gastéropodes vivant dans la zone Indo-Pacifique et dans les Caraïbes. 

## Description et caractéristiques
Leur taille peut varier de 12 mm à plus de 100 mm. 

## Liste des genres
Selon World Register of Marine Species (8 septembre 2014) :
- genre Distorsio Röding, 1798 -- entre 7 et 19 espèces
- genre Distorsionella Beu, 1978 -- entre 0 et 2 espèces
- genre Distorsomina Beu, 1998 -- 1 espèce
- genre Personopsis Beu, 1988 -- entre 1 et 3 espèces
- genre Kotakaia Beu, 1988 †